# Cannock
Cannock – miasto w środkowej Anglii, w hrabstwie Staffordshire, w dystrykcie Cannock Chase, położone na północ od aglomeracji Birmingham. W 2011 roku miasto liczyło 86 121 mieszkańców. 
W mieście rozwinął się przemysł maszynowy, spożywczy, hutniczy oraz lekki.

## Miasta partnerskie
- Datteln